# سپاه هفتم (ایالات متحده آمریکا)
سپاه هفتم ایالات متحده آمریکا (انگلیسی: VII Corps) سپاه زیرمجموعه نیروی زمینی ایالات متحده آمریکا است، که در سال ۱۹۱۸ تأسیس شد. 
سپاه هفتم در جنگ جهانی اول، جنگ جهانی دوم و جنگ خلیج فارس به‌عنوان یگان عمل‌کننده حضور داشت.
سپاه هفتم یکی از دو سپاه اصلی نیروی زمینی ایالات متحده در اروپا در طول جنگ سرد بود. این سپاه که در سال ۱۹۱۸ برای حضور در جنگ جهانی اول فعال شد، سپس برای جنگ جهانی دوم و دوباره در طول جنگ سرد فعال شد. در طول جنگ جهانی دوم و جنگ سرد، این سپاه تابع ارتش هفتم بود و از سال ۱۹۵۱ تا زمانی که پس از موفقیت چشمگیر در جنگ خلیج فارس در سال ۱۹۹۱ به ایالات متحده منتقل شد، در پادگان کلی در اشتوتگارت، آلمان غربی مستقر بود و سپس در سال ۱۹۹۲ غیرفعال شد.